# Gardish
Gardish (хинди गर्दिश) — индийский художественный фильм на хинди в жанре боевика, премьера которого в Индии состоялась 10 сентября 1993 года. Является ремейком фильма Kireedam на языке малаялам.

## Сюжет
Наивная и легко впечатлительная Видья Бхалла хотела бы, чтобы её муж был лихим героем, таким, которого никого не боится, таким, кто может легко прыгнуть в огонь, чтобы спасти кого-то, сильным и романтичным. Она видит все эти качества в Шиве Сатхе, сыне Хавалдара Пуршотама Сатхе, чья единственная мечта в том, чтобы Шива стал полицейским инспектором. Видья сообщает своему отцу, Притвираджу, что она нашла мужчину своей мечты, семьи Бхалла и Сатхе встречаются и организуют помолвку пары. В дальнейшем Пуршотам арестовывает сына М. Л. А., в результате чего его переводят в печально известный полицейский участок Кала-Хоуки в Бомбее. По прибытии он узнает, что Инспектор, ответственный за полицейский участок, Саини, был жестоко избит Билла Джилани и госпитализирован.
Пуршотам готовит всю свою семью для переезда. Вскоре после этого шурин Шивы приходит к Притвираджу Бхалле, отцу Видьи, и сообщает ему, что Шива стал Доном преступного мира, жестоко избив бывшего дона, Билла Джилани, и занимается вымогательством взяток. Притвираж решает провести расследование, и выясняет, что Шива стал бандитом, известным полиции, арестованным несколько раз, к большому огорчению отца. Притвираж информирует Пуршотама и расторгает помолвку. Вскоре после этого начинается другая заварушка, на этот раз Шиву арестовывают, несколько дней держат в камере, после чего отец избивает его. Шиву спасает проститутка по имени Шанти. В итоге Шива убивает Биллу. Фильм заканчивается тем, что Пуршотам объявляет инспектору Саини, что Шиве не рекомендуется быть полицейским, поскольку в глазах закона он преступник. Показано, что фотография Шивы помещается на доске разыскиваемых преступников.

## В ролях
- Джеки Шрофф — Шива Сатхе
- Айшвария — Видья Бхалла
- Амриш Пури — Хавалдар Пуршотам Сатхе, отец Шивы
- Фарида Джалал — Лакшми Сатхе, мать Шивы
- Шамми Капур — Притхвирадж Бхалла, отец Видьи
- Куника — замужняя сестра Шивы
- Асрани — шурин Шивы
- Дипмл Кападия — Шанти, проститутка
- Радж Баббар — Пратап, муж Шанти
- Мукеш Риши — Билла Джилани
- Ракеш Беди — друг Шивы
- Тедж Сапру — подручный Биллы
- Анант Махадеван — Хавалдар Савант
- Суреш Оберой — инспектор Саини
- Анну Капур — Манишбхай Харишбхай
- Шагуфта Али — танцовщица в item-номере «Rang Rangeeli Raat»

## Производство
После провала своего дебютного фильма на хинди Muskurahat режиссёр из штата Керала Приядаршан попытался исправить положение, сняв следующий фильм, который смог бы стать хитом в прокате. В качестве сюжета он выбрал фильм Kireedam режиссёра Сиби Маяила, который к тому моменту уже был дважды переснят: на телугу и каннада. Сценарий написал Лохитхадас, принимавший участие в написании сценария и диалогов для оригинала. На главную мужскую роль был выбран тогда популярный в Болливуде актёр Джеки Шрофф, а главную женскую роль — южно-индийская актриса Айшвария.
Сын Джеки Тайгер вспоминая один из съёмочных дней, в который снимали сцену, где главный герой дерётся с бандой, рассказал как он хотел спасти отца, но помощники режиссёра остановили и объяснили, что это кино и всё не по настоящему
Фильм не имел успеха в кассе.

## Саундтрек
Этот фильм стал одним из последних, в котором использовались песни, сочиненные Р. Д. Бурманом. Это также был единственный фильм режиссера Приядаршана, в котором использовались песни Р. Д. Бурмана.
Вся музыка написана Р. Д. Бурманом.
| №  | Название                  | Исполнители                       | Длительность |
| -- | ------------------------- | --------------------------------- | ------------ |
| 1. | «Baadal Jo Barse To»      | Аша Бхосле                        | 3:35         |
| 2. | «Ae Mere Deewano»         | Аша Бхосле, С. П. Баласубраманьям | 5:01         |
| 3. | «Yeh Mera Dil Paagal Hai» | Аша Бхосле, С. П. Баласубраманьям | 4:55         |
| 4. | «Tum Jo Mile Humko»       | М. Г. Шрикумар, Аша Бхосле        | 5:00         |
| 5. | «Rang Rangeeli Raat Gaye» | Аша Бхосле, С. П. Баласубраманьям | 7:07         |
| 6. | «Hum Na Samjhe The»       | С. П. Баласубраманьям             | 4:28         |

## Награды и номинации
Filmfare Awards
Награды
- Лучшая постановка боёв[6]
- Лучшая работа художника-постановщика
- Лучший монтаж[7]

Номинации
- Лучшая мужская роль — Джеки Шрофф
- Лучшая мужская роль второго плана — Амриш Пури
- Лучшая женская роль второго плана — Дипмл Кападия